# Søborgmagle Sogn
Søborgmagle Sogn er et sogn i Gladsaxe-Herlev Provsti (Helsingør Stift). Sognet ligger i Gladsaxe Kommune (Region Hovedstaden). Indtil Kommunalreformen i 2007 lå det i Gladsaxe Kommune (Københavns Amt), og indtil Kommunalreformen i 1970 lå det i Sokkelund Herred (Københavns Amt)). I Søborgmagle Sogn ligger Søborgmagle Kirke.
Søborgmagle Sogn sogn består bl.a. af bydelen Maglegård. I den nordvedtlige del af sognet ligger den fredede bronzealderhøj Garhøj.